# Чайбуха
Ча́йбуха — посёлок в Северо-Эвенском районе Магаданской области. До 2015 года образовывало сельское поселение село Чайбуха.

## География
Расположен в 105 км к востоку от Эвенска и в 620 км от Магадана в устье реки Большая Чайбуха на берегу Гижигинской губы Охотского моря вблизи одноимённого мыса.

## Население
| 2002 | 2010 | 2012 | 2013 | 2014 | 2015 | 2021 |
| ---- | ---- | ---- | ---- | ---- | ---- | ---- |
| 235  | ↘92  | ↘85  | ↘71  | ↘62  | ↘51  | ↘0   |

## Инфраструктура
Состоит из трёх частей — Большой Чайбухи, совхоза «Пареньского» и упразднённого посёлка Малая Чайбуха, который расположен в 8 км от Большой, и где находится второй по величине в Магаданской области аэропорт, закрытый в 2009 году из-за нерентабельности.
Вблизи села находится Чайбухинское месторождение бурого угля.